# Futebol de 7 nos Jogos Paralímpicos de Verão de 2016
Futebol de 7 nos Jogos Paralímpicos de Verão de 2016 foi realizado no Rio de Janeiro, no Parque Olímpico de Deodoro, a partir de 8 de setembro - 16 de setembro. Futebol de 7 é jogado por atletas com paralisia cerebral, uma condição caracterizada por diminuição da coordenação muscular. 112 jogadores são esperados para competir por um conjunto de medalhas. Modalidade exclusivamente masculina, esta foi a última edição dos Jogos em que o futebol de 7, juntamente com a vela farão  parte do programa paralímpico, já que foram removidos para Tóquio 2020 por deixarem de se enquadrarem nas regras vigentes pela instituição.

## Qualificação
Oito equipes disputaram a competição. Um CPN pode incluir uma única equipe composta por catorze jogadores, dois jogadores a mais permitidos do que em Londres 2012.
Este foi um dos primeiros esportes a ter o seu processo qualificatório completado.
| Meios de qualificação                        | Data                                      | Local                  | Vagas | Qualificados       |
| -------------------------------------------- | ----------------------------------------- | ---------------------- | ----- | ------------------ |
| País sede                                    |                                           |                        | 1     | BRA Brasil         |
| Campeonato Europeu de Futebol de 7 da CPISRA | 23 de julho de 2014 - 2 de agosto de 2014 | Maia, Portugal         | 1     | UKR Ucrânia        |
| Jogos Para-Asiáticos de 2014                 | 19-23 outubro de 2014                     | Incheon, Coreia do Sul | 1     | IRI Irã            |
| Jogos Parapan-Americanos de 2015             | 7-15 de agosto de 2015                    | Toronto, Canadá        | 1     | ARG Argentina      |
| Campeonato Mundial de Futebol de 7 da CPISRA | 16-28 junho 2015                          | Burton, Reino Unido    | 4     | GBR Grã-Bretanha   |
| Campeonato Mundial de Futebol de 7 da CPISRA | 16-28 junho 2015                          | Burton, Reino Unido    | 4     | IRL Irlanda        |
| Campeonato Mundial de Futebol de 7 da CPISRA | 16-28 junho 2015                          | Burton, Reino Unido    | 4     | USA Estados Unidos |
| Campeonato Mundial de Futebol de 7 da CPISRA | 16-28 junho 2015                          | Burton, Reino Unido    | 4     | NED Países Baixos  |
| Total                                        |                                           |                        | 8     |                    |

## Medalhistas
| Evento    | Ouro | Prata | Bronze |
| --------- | --- | --- | --- |
| Masculino | Kostyantyn Symashko Vitalii Romanchuk Vitaliy Trushev Bohdan Kulynych Taras Dutko Oleh Len Stanislav Podolskyi Volodymyr Antonyuk Yevhen Zinoviev Edhar Kahramanian Ivan Dotsenko Dmytro Molodtsov Artem Krasylnykov Ivan Shkvarlo UKR Ucrânia | Mohammad Kharat Lotfollah Jangjou Hassan Safari Hossein Tiz Bor Behnam Sohrabi Babak Safarikourabbasloo Rasoul Atashafrouz Sadegh Hassani Baghi Farzad Mehri Jasem Bakhshi Moslem Akbari Moslem Khazaeipirsarabi Mehdi Jamali Hashem Rastegarimobin IRI Irã | Diego Delgado da Silva Fabrizio Nascimento Felipe Rafael da Silva Fernandes Alves Vieira Gilvano Diniz Hudson Hyure Igor Romero Jônatas Santos Machado José Carlos Monteiro Guimarães Leandro Gonçalves Marcos dos Santos Ferreira Maycon Ferreira Wanderson Silva de Oliveira Wesley Martins de Souza BRA Brasil |

## Primeira fase

### Grupo A
| Time             | J | V | E | D | GP | GC | SG  | Pts |
| ---------------- | - | - | - | - | -- | -- | --- | --- |
| UKR Ucrânia      | 3 | 3 | 0 | 0 | 10 | 2  | +8  | 9   |
| BRA Brasil       | 3 | 2 | 0 | 1 | 10 | 4  | +6  | 6   |
| GBR Grã-Bretanha | 3 | 1 | 0 | 2 | 7  | 5  | +2  | 3   |
| IRL Irlanda      | 3 | 0 | 0 | 3 | 2  | 18 | −16 | 0   |

|  | Classificados às semifinais |
|  | Eliminados                  |

| 8 de setembro de 2016 | Brasil BRA                  | 2 - 1     | GBR Grã-Bretanha | Estádio de Deodoro, Rio de Janeiro                 |
| 10:00                 | Leandrinho 10' · Maycon 22' | Relatório | Porcher 33'      | Público: 2 320 pessoas Árbitro: ARG Jorge Barbisan |

| 8 de setembro de 2016 | Ucrânia UKR                                                              | 6 - 0     | IRL Irlanda | Estádio de Deodoro, Rio de Janeiro           |
| 14:00                 | Romanchuk 12' · Antoniuk 16', 17' · Krasylnykov 26', 37' · Molodtsov 36' | Relatório |             | Público: 2 368 Árbitro: BRA Alexandre Santos |

| 10 de setembro de 2016 | Grã-Bretanha GBR | 1 - 2     | UKR Ucrânia                    | Estádio de Deodoro, Rio de Janeiro        |
| 10:00                  | Barker 35'       | Relatório | Antoniuk 25' · Krasylnykov 47' | Público: 8 981 Árbitro: BRA Paulo Volpato |

| 10 de setembro de 2016 | Irlanda IRL  | 1 - 7     | BRA Brasil                                                              | Estádio de Deodoro, Rio de Janeiro               |
| 19:00                  | Sheridan 50' | Relatório | Wanderson 5', 49' · Leandrinho 17', 53' · Diego 20' · Fabrizio 34', 41' | Público: 11 059 Árbitro: CAN Skye Arthur-Banning |

| 12 de setembro de 2016 | Irlanda IRL | 1 - 5     | GBR Grã-Bretanha                                                     | Estádio de Deodoro, Rio de Janeiro              |
| 16:15                  | Tuite 59'   | Relatório | Rutter 1' · Barker 8' · Evans 30+2' · Blackwell 30+2' · Highdale 59' | Público: 3 244 Árbitro: ESP Hector Robas Bondia |

| 12 de setembro de 2016 | Ucrânia UKR                      | 2 - 1     | BRA Brasil | Estádio de Deodoro, Rio de Janeiro       |
| 19:00                  | Krasylnykov 7' · Kahramanian 24' | Relatório | Wesley 59' | Público: 7 044 Árbitro: GBR Ross Haswell |

### Grupo B
| Time               | J | V | E | D | GP | GC | SG | Pts |
| ------------------ | - | - | - | - | -- | -- | -- | --- |
| IRI Irã            | 3 | 3 | 0 | 0 | 7  | 1  | +6 | 9   |
| NED Países Baixos  | 3 | 1 | 1 | 1 | 4  | 4  | 0  | 4   |
| ARG Argentina      | 3 | 1 | 0 | 2 | 4  | 7  | −3 | 3   |
| USA Estados Unidos | 3 | 0 | 1 | 2 | 4  | 7  | −3 | 1   |

|  | Classificados às semifinais |
|  | Eliminados                  |

| 8 de setembro de 2016 | Irã IRI                               | 3 - 1     | ARG Argentina | Estádio de Deodoro, Rio de Janeiro              |
| 16:15                 | Kharat 23' · Bakhshi 43' · Sadegh 51' | Relatório | Morana 59'    | Público: 2 368 Árbitro: ESP Hector Robas Bondia |

| 8 de setembro de 2016 | Países Baixos NED              | 2 - 2     | USA Estados Unidos | Estádio de Deodoro, Rio de Janeiro       |
| 19:00                 | Saedt 44' · Kleinlugtebeld 57' | Relatório | Ballou 3', 60'     | Público: 2 223 Árbitro: GBR Ross Haswell |

| 10 de setembro de 2016 | Argentina ARG | 0 - 2     | NED Países Baixos                 | Estádio de Deodoro, Rio de Janeiro          |
| 14:00                  |               | Relatório | Kleinlugtebeld 49' · Visker 60+1' | Público: 10 300 Árbitro: BRA Raphael Torres |

| 10 de setembro de 2016 | Estados Unidos USA | 0 - 2     | IRI Irã                    | Estádio de Deodoro, Rio de Janeiro          |
| 16:15                  |                    | Relatório | Bakhshi 4' · Tiz Bor 60+2' | Público: 11 326 Árbitro: ARG Jorge Barbisan |

| 12 de setembro de 2016 | Irã IRN                       | 2 - 0     | NED Países Baixos | Estádio de Deodoro, Rio de Janeiro              |
| 10:00                  | Rastegarimobin 9' · Mehri 18' | Relatório |                   | Público: 2 222 Árbitro: CAN Skye Arthur-Banning |

| 12 de setembro de 2016 | Argentina ARG                               | 3 - 2     | USA Estados Unidos     | Estádio de Deodoro, Rio de Janeiro         |
| 14:00                  | Fernandez 30' · Lugrin 60+2' · Cortes 60+5' | Relatório | Hensley 25' · Jahn 53' | Público: 3 047 Árbitro: BRA Raphael Torres |

## Fase eliminatória

### Disputa pelo 7º lugar
| 14 de setembro de 2016 | Irlanda IRL | 1 - 2     | USA Estados Unidos        | Estádio de Deodoro, Rio de Janeiro         |
| 14:00                  | Jahn 31'    | Relatório | Sheridan 13' · Bremer 56' | Público: 2 800 Árbitro: ARG Jorge Barbisan |

### Disputa pelo 5º lugar
| 14 de setembro de 2016 | Grã-Bretanha GBR         | 2 - 0     | ARG Argentina | Estádio de Deodoro, Rio de Janeiro              |
| 16:15                  | Crossen 20' · Barker 46' | Relatório |               | Público: 3 131 Árbitro: CAN Skye Arthur-Banning |

## Fase final
|  | Semifinais | Semifinais        | Semifinais |  |  | Final               | Final               | Final               |
|  |            |                   |            |  |  |                     |                     |                     |
|  | A1         | UKR Ucrânia       | 4          |  |  |                     |                     |                     |
|  | B2         | NED Países Baixos | 0          |  |  |                     |                     |                     |
|  |            |                   |            |  |  | A1                  | UKR Ucrânia         | 2 (pro)             |
|  |            |                   |            |  |  | B1                  | IRI Irã             | 1                   |
|  | B1         | IRI Irã           | 5          |  |  |                     |                     |                     |
|  | A2         | BRA Brasil        | 0          |  |  | Disputa pelo bronze | Disputa pelo bronze | Disputa pelo bronze |
|  |            |                   |            |  |  | B2                  | NED Países Baixos   | 1                   |
|  |            |                   |            |  |  | A2                  | BRA Brasil          | 3                   |

### Semifinais
| 14 de setembro de 2016 | Ucrânia UKR                         | 4 - 0     | NED Países Baixos | Estádio de Deodoro, Rio de Janeiro              |
| 10:00                  | Antoniuk 9', 44', 60+2' · Len 30+1' | Relatório |                   | Público: 2 010 Árbitro: ESP Hector Robas Bondia |

| 14 de setembro de 2016 | Irã IRI                                              | 5 - 0     | BRA Brasil | Estádio de Deodoro, Rio de Janeiro       |
| 19:00                  | Atashafrouz 14' · Jamali 30', 37', 53' · Tiz Bor 48' | Relatório |            | Público: 3 965 Árbitro: GBR Ross Haswell |

### Disputa pelo bronze
| 16 de setembro de 2016 | Países Baixos NED | 1 - 3     | BRA Brasil              | Estádio de Deodoro, Rio de Janeiro         |
| 14:00                  | Schuitert 54'     | Relatório | Leandrinho 1', 49', 56' | Público: 6 737 Árbitro: ARG Jorge Barbisan |

### Final
| 16 de setembro de 2016 | Ucrânia UKR                    | 2 - 1 (pro) | IRI Irã    | Estádio de Deodoro, Rio de Janeiro       |
| 17:00                  | Antoniuk 26' · Krasylnykov 65' | Relatório   | Jamali 50' | Público: 9 305 Árbitro: GBR Ross Haswell |

## Classificação final
| Pos.   | País               |
| ------ | ------------------ |
| Ouro   | UKR Ucrânia        |
| Prata  | IRI Irã            |
| Bronze | BRA Brasil         |
| 4      | NED Países Baixos  |
| 5      | GBR Grã-Bretanha   |
| 6      | ARG Argentina      |
| 7      | USA Estados Unidos |
| 8      | IRL Irlanda        |

| Jogos Paralímpicos de Verão de 2016 |
| ----------------------------------- |
| Ucrânia Medalha de ouro (3º título) |

## Artilharia
| 7 gols (1) - UKR Volodymyr Antoniuk 6 gols (1) - BRA Leandro 5 gols (1) - UKR Artem Krasylnykov 4 gols (1) - IRI Mehdi Jamali 3 gols (1) - GBR Michael Barker 2 gols (6) - BRA Fabrizio - BRA Wanderson - IRI Hossein Tiz Bor - IRI Jasem Bakhshi - NED Thomas Kleinlugtebeld - USA Adam Ballou | 1 gol (31) - ARG Mariano Cortes - ARG Mariano Morana - ARG Maximiliano Fernandez - ARG Rodrigo Lugrin - BRA Diego - BRA Maycon - BRA Wesley - GBR David Porcher - GBR Jack Rutter - GBR James Blackwell - GBR Matt Crossen - GBR Sean Highdale - IRI Farzad Mehri - IRI Hashem Rastegarimobin - IRI Mohammad Kharat - IRI Rasoul Atashafrouz - IRI Sadegh Hassani Baghi | 1 gol (continuação) - IRL Conor Tuite - IRL Dillon Sheridan - IRL Seth Jahn - NED Iljas Visker - NED Jeroen Saedt - NED Jeroen Schuitert - UKR Edhar Kahramanian - UKR Dmytro Molodtsov - UKR Vitalii Romanchuk - UKR Oleh Len - USA Dillon Sheridan - USA Drew Bremer - USA Kevin Hensley - USA Seth Jahn Gol-contra (1) - IRL Luke Evans (a favor da Grã-Bretanha) |